# 西日本旅客鉄道中国統括本部

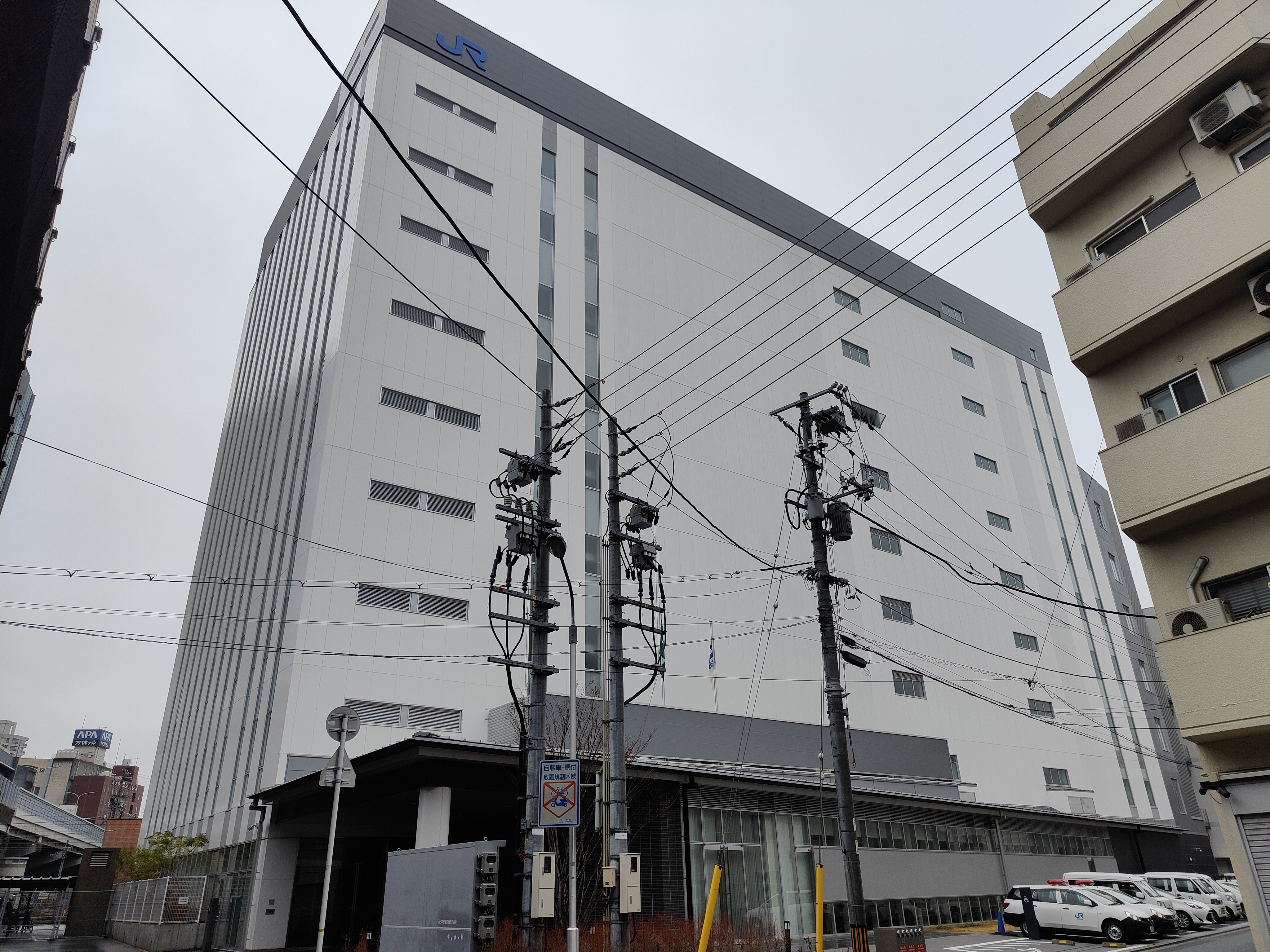
西日本旅客鉄道中国統括本部　社屋

西日本旅客鉄道中国統括本部（にしにほんりょかくてつどうちゅうごくとうかつほんぶ、英: West Japan Railway Company, Chugoku Regional Head Office）は、広島県広島市東区に所在する西日本旅客鉄道（JR西日本）の組織である。

## 概要
新型コロナウイルス流行など経営環境の変化を踏まえたJR西日本の中期経営計画見直しに基づく取り組みの一環として、地方機関等のスタッフ部門についての組織改正の一環として2022年10月1日付で設立された組織で、JR西日本の「統括本部」としては近畿統括本部に次ぐものとなる。
中国地方の各支社（広島支社、岡山支社、米子支社）を組織統合したものとなり、その上で地域共生、部門間連携、異常時への即応を担う支社を広島・岡山・米子に改めて設置する形態となる。実質的には各支社の企画管理や総務等の各部門が広島に集約される形となり、総合指令所も広島に置かれた。

## 所在地
- 〒732-0821 広島県広島市東区大須賀町15番20号（広島支社ビル内）

## 沿革
- 2022年（令和4年）10月1日：中国地方の各支社を統合し、設立[2][3][4]。

## 事業所

### 支社
- 岡山支社
- 山陰支社
  - 山陰地域振興本部
- 広島支社
  - 山口エリア統括部（山口支社）

### 鉄道部
- 鳥取鉄道部
- 浜田鉄道部
- 木次鉄道部
- 三次鉄道部
- 長門鉄道部

## 管轄路線
JR西日本の保有線区のうち、中国地方全域の在来線を管轄するほか、山陽新幹線岡山駅以西ならびに博多南線の駅業務も管轄している。
旧国鉄時代を含め、これまで中国地方に開設されてきた鉄道事業の組織体としては、管轄線区の総延長および駅数ともに過去最大の規模である。
運行・営業面でのエリア区分については、引き続き旧広島支社管内を「広島・山口エリア」、旧岡山支社管内を「岡山・福山エリア」、旧米子支社管内を「山陰エリア」としている。その一方、中国統括本部の下部組織となり、大幅に縮小された支社の業務範囲は各県ごとに区分されることになり、一部区間では業務により担当支社が移管されている。
以下の管轄線区一覧表において、路線名の前に◇が付いている線区は全線が中国統括本部の管轄である。
| JR西日本 中国統括本部 管轄線区一覧表 | JR西日本 中国統括本部 管轄線区一覧表 | JR西日本 中国統括本部 管轄線区一覧表 | JR西日本 中国統括本部 管轄線区一覧表 | JR西日本 中国統括本部 管轄線区一覧表                                     |
| 路線名                               | 区間                                 | 営業キロ                             | 駅数                                 | 備考                                                                     |
| ------------------------------------ | ------------------------------------ | ------------------------------------ | ------------------------------------ | ------------------------------------------------------------------------ |
| 山陰本線                             | 居組駅 - 幡生駅                      | 469.6km                              | 108                                  | 京都駅 - 居組駅は近畿統括本部が管轄。                                    |
| 山陰本線                             | 長門市駅 - 仙崎駅                    | 2.2km                                | 1                                    | 仙崎支線                                                                 |
| 山陽本線                             | 上郡駅 - 下関駅                      | 438.5km                              | 95                                   | 神戸駅 - 上郡駅は近畿統括本部、下関駅 - 門司駅はJR九州が管轄。           |
| 姫新線                               | 上月駅 - 新見駅                      | 107.2km                              | 22                                   | 姫路駅 - 上月駅は近畿統括本部が管轄。                                    |
| 赤穂線                               | 寒河駅 - 東岡山駅                    | 37.8km                               | 12                                   | 相生駅 - 寒河駅は近畿統括本部が管轄。                                    |
| ◇津山線                              | 岡山駅 - 津山駅                      | 58.7km                               | 15                                   |                                                                          |
| ◇吉備線                              | 岡山駅 - 総社駅                      | 20.4km                               | 8                                    |                                                                          |
| ◇宇野線                              | 岡山駅 - 宇野駅                      | 32.8km                               | 14                                   |                                                                          |
| 本四備讃線                           | 茶屋町駅 - 児島駅                    | 12.9km                               | 4                                    | 児島駅 - 宇多津駅はJR四国が管轄。                                        |
| ◇伯備線                              | 倉敷駅 - 伯耆大山駅                  | 138.4km                              | 26                                   |                                                                          |
| ◇芸備線                              | 備中神代駅 - 広島駅                  | 159.1km                              | 42                                   |                                                                          |
| ◇福塩線                              | 福山駅 - 塩町駅                      | 78.0km                               | 25                                   |                                                                          |
| ◇因美線                              | 東津山駅 - 鳥取駅                    | 70.8km                               | 17                                   |                                                                          |
| ◇境線                                | 米子駅 - 境港駅                      | 17.9km                               | 15                                   |                                                                          |
| ◇木次線                              | 宍道駅 - 備後落合駅                  | 81.9km                               | 16                                   |                                                                          |
| ◇呉線                                | 三原駅 - 海田市駅                    | 87.0km                               | 26                                   |                                                                          |
| ◇可部線                              | 横川駅 - あき亀山駅                  | 15.6km                               | 13                                   |                                                                          |
| ◇岩徳線                              | 岩国駅 - 櫛ケ浜駅                    | 43.7km                               | 13                                   |                                                                          |
| ◇山口線                              | 新山口駅 - 益田駅                    | 93.9km                               | 26                                   |                                                                          |
| ◇宇部線                              | 新山口駅 - 宇部駅                    | 33.2km                               | 16                                   |                                                                          |
| ◇小野田線                            | 居能駅 - 小野田駅                    | 11.6km                               | 7                                    |                                                                          |
| ◇小野田線                            | 雀田駅 - 長門本山駅                  | 2.3km                                | 2                                    | 本山支線                                                                 |
| ◇美祢線                              | 厚狭駅 - 長門市駅                    | 46.0km                               | 10                                   |                                                                          |
| 博多南線                             | （博多南駅）                         | -                                    | 1                                    | 駅業務のみ担当（その他の業務は山陽新幹線統括本部が担当）                 |
| 山陽新幹線                           | （岡山駅 - 博多駅）                  | -                                    | 5 (14)                               | 当該区間の新幹線駅業務のみ担当（その他の業務は山陽新幹線統括本部が担当） |
| 合計                                 | 合計                                 | 2059.5km                             | 536                                  |                                                                          |

## 車両工場・車両基地
- 下関総合車両所（旧下関地域鉄道部下関車両センター←旧幡生車両所←旧幡生工場）
  - 下関支所（旧運用検修センター←旧下関地域鉄道部車両管理室←旧下関運転所）「中セキ」「関」
  - 新山口支所（旧山口鉄道部車両管理室←旧小郡運転区）「中クチ」
  - 広島支所（旧広島運転所）「中ヒロ」
  - 岡山電車支所（旧岡山電車区）「中オカ」「岡」
- 後藤総合車両所（旧後藤車両所←旧後藤工場）
  - 米子支所[5]（旧運用検修センター←旧米子運転所）「中トウ」「後」
  - 出雲支所（旧出雲鉄道部出雲車両支部←旧出雲運転区）「中イモ」
    - 浜田派出所（旧浜田鉄道部←旧浜田運転区）「中ハタ」

  - 鳥取支所（旧鳥取鉄道部西鳥取車両支部←旧西鳥取運転区）「中トリ」
  - 岡山気動車支所（旧岡山気動車区←旧岡山電車区気動車センター←旧津山鉄道部気動車分室）「中オカ」

## 設備保守区所

### 保線区
- 福山保線区（せとうち地域鉄道部福山施設管理センターからの改組。担当線区 : 山陽本線 西阿知駅 - 三原駅（両駅構内除く）、福塩線 福山駅 - 下川辺駅（構内除く））[6]
  - 福山保線管理室
  - 笠岡保線管理室
  - 尾道保線管理室
- 岡山保線区（担当線区 : 山陽本線 西川原駅 - 中庄駅（両駅構内除く）、津山線全線、姫新線 上月駅 - 月田駅（両駅構内除く）、因美線 智頭駅（構内除く） - 東津山駅、吉備線 岡山駅 - 足守駅（構内除く）、宇野線全線、本四備讃線	茶屋町駅 - 宇多津駅（構内除く））[6]
  - 岡山保線管理室
  - 茶屋町保線管理室
  - 津山保線管理室
- 備前保線区（担当線区 : 山陽本線 上郡駅 - 岡山駅（両駅構内除く）、赤穂線	備前福河駅（構内除く） - 東岡山駅）[6]
  - 瀬戸保線管理室
  - 和気保線管理室
- 倉敷保線区（担当線区 : 山陽本線 庭瀬駅 - 新倉敷駅（両駅構内除く）、伯備線 倉敷駅 - 上石見駅（構内除く）、吉備線 備中高松駅（構内除く） - 総社駅、姫新線 中国勝山駅（構内除く） - 新見駅、芸備線 備中神代駅 - 比婆山駅（構内除く）、木次線 油木駅（構内除く） - 備後落合駅）[6]
  - 倉敷保線管理室
  - 総社保線管理室
  - 新見保線管理室
- 三原保線区（担当線区 : 山陽本線 糸崎駅 - 中野東駅（両駅構内除く）、呉線 三原駅 - 坂駅（構内除く））[6]
  - 三原管理室
  - 呉管理室
  - 西条管理室
- 広島保線区（担当線区 : 山陽本線 瀬野駅 - 和木駅（両駅構内除く）、呉線 水尻駅（構内除く） - 海田市駅、可部線全線、芸備線 向原駅（構内除く） - 広島駅）[6]
  - 広島管理室
  - 宮島口管理室
  - 可部管理室
- 徳山保線区（担当線区 : 山陽本線 大竹駅 - 防府駅（両駅構内除く）、岩徳線全線）[6]
- 山口保線区（担当線区 : 山陽本線 富海駅 - 厚狭駅（両駅構内除く）、宇部線全線、小野田線全線、山口線 益田駅構内除く全線）[6]
  - 山口管理室
  - 津和野管理室
  - 徳山管理室
  - 柳井管理室
  - 岩国管理室
- 下関保線区（担当線区 : 山陽本線 小野田駅 - 門司駅（両駅構内除く）、山陰本線 湯玉駅（構内除く） - 幡生駅、美祢線 厚狭駅 - 湯の峠駅（構内除く））[6]
  - 下関管理室
  - 宇部新川管理室
  - 長門管理室
- 米子保線区（担当線区 : 山陰本線 赤碕駅 - 安来駅（両駅構内除く）、伯備線	新郷駅（構内除く） - 伯耆大山駅、境線全線）[6]
  - 根雨保線管理室
- 出雲保線区（担当線区 : 山陰本線 米子駅 - 田儀駅（両駅構内除く））[6]
  - 松江保線管理室

### 電気技術センター・電気区
- 岡山電気技術センター
  - 福山電気区（せとうち地域鉄道部福山電気管理センターからの改組）

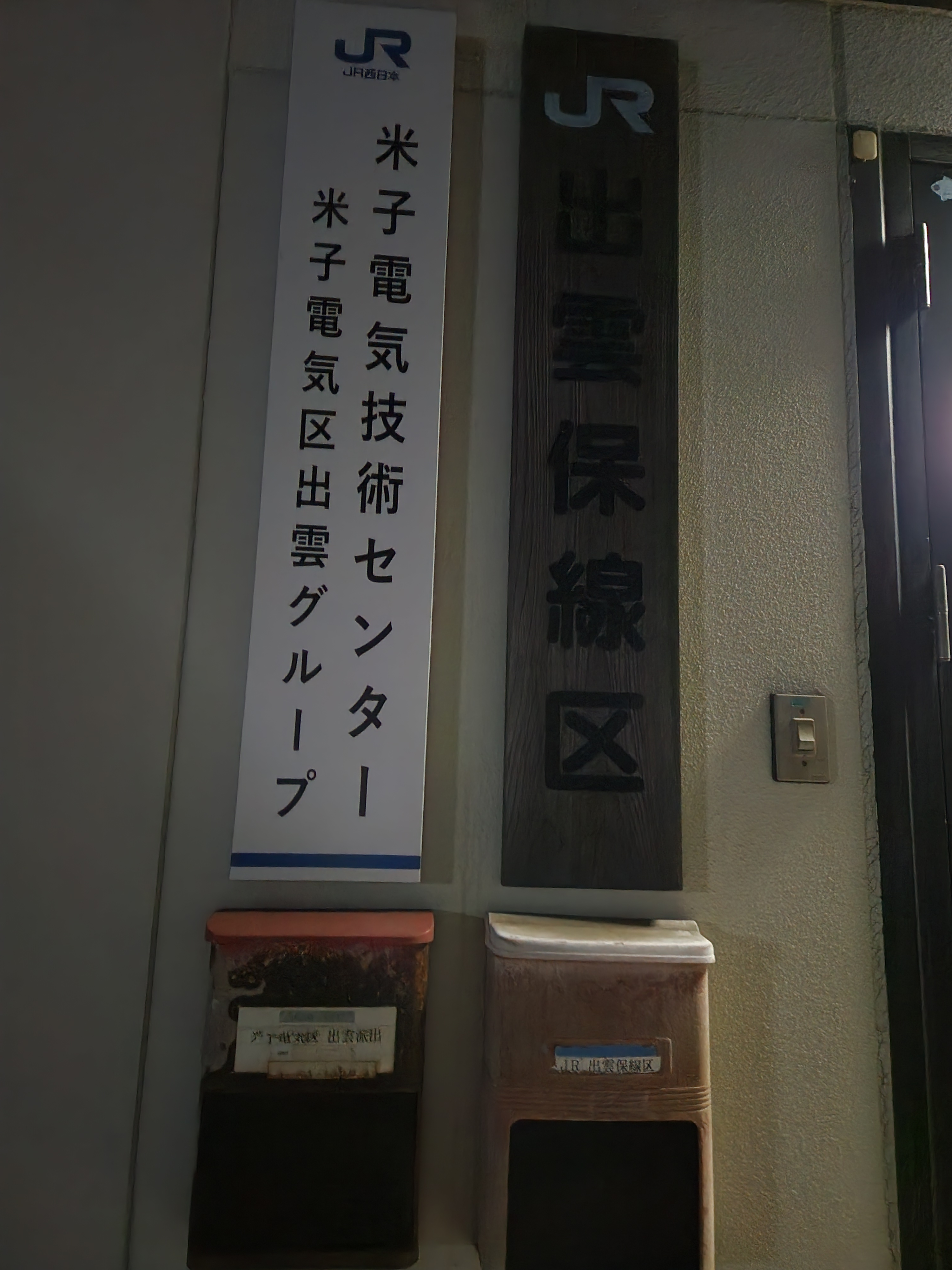

  - 岡山電気区
    - 津山グループ

  - 倉敷電気区
    - 新見グループ
- 広島電気技術センター
  - 広島電気区
  - 三原電気区
- 米子電気技術センター
  - 米子電気区
    - 根雨派出
    - 出雲グループ
- 山口電気技術センター(徳山)
  - 徳山電気区
  - 山口電気区
  - 下関電気区

### 建築区
- 岡山建築区
- 広島建築区
  - 博多派出（旧博多建築区）
- 米子建築区

### 機械区
- 岡山機械区
- 広島機械区
- 米子機械区

### その他の区所
- 広島資材センター
- 岡山土木技術センター
- 広島土木技術センター
- 山口土木技術センター（旧小郡土木技術センター）
- 米子土木技術センター

## 指令所
- 中国総合指令所[2][3][4]
  - 広島指令所
  - 岡山指令所
  - 米子指令所